# Landolfshausen
Landolfshausen är en kommun och ort i Landkreis Göttingen i förbundslandet Niedersachsen i Tyskland.
Kommunen ingår i kommunalförbundet Samtgemeinde Radolfshausen tillsammans med ytterligare fyra kommuner.